# Shi Tingmao
Shi Tingmao (chiń. 施廷懋; ur. 31 sierpnia 1991 w Chongqingu) – chińska skoczkini do wody, podwójna mistrzyni olimpijska z Rio de Janeiro 2016 i z Tokio 2020, wielokrotna mistrzyni świata.

## Udział w zawodach międzynarodowych
| Impreza                       | Rok  | Miejsce            | Konkurencja                          | Wynik  | Wynik   |
| Impreza                       | Rok  | Miejsce            | Konkurencja                          | Punkty | Miejsce |
| ----------------------------- | ---- | ------------------ | ------------------------------------ | ------ | ------- |
| Igrzyska olimpijskie          | 2016 | Rio de Janeiro     | trampolina 3 m indywidualnie         | 406,05 | złoto   |
| Igrzyska olimpijskie          | 2016 | Rio de Janeiro     | trampolina 3 m synchronicznie kobiet | 345,60 | złoto   |
| Igrzyska olimpijskie          | 2020 | Tokio              | trampolina 3 m indywidualnie         | 383,50 | złoto   |
| Igrzyska olimpijskie          | 2020 | Tokio              | trampolina 3 m synchronicznie kobiet | 326,40 | złoto   |
| Mistrzostwa świata w pływaniu | 2011 | Szanghaj           | trampolina 1 m indywidualnie         | 318,65 | złoto   |
| Mistrzostwa świata w pływaniu | 2013 | Barcelona          | trampolina 3 m synchronicznie kobiet | 338,40 | złoto   |
| Mistrzostwa świata w pływaniu | 2015 | Kazań              | trampolina 1 m indywidualnie         | 309,20 | srebro  |
| Mistrzostwa świata w pływaniu | 2015 | Kazań              | trampolina 3 m indywidualnie         | 383,55 | złoto   |
| Mistrzostwa świata w pływaniu | 2015 | Kazań              | trampolina 3 m synchronicznie kobiet | 351,30 | złoto   |
| Mistrzostwa świata w pływaniu | 2017 | Budapeszt          | trampolina 3 m indywidualnie         | 383,50 | złoto   |
| Mistrzostwa świata w pływaniu | 2017 | Budapeszt          | trampolina 3 m synchronicznie kobiet | 333,30 | złoto   |
| Mistrzostwa świata w pływaniu | 2019 | Gwangju            | trampolina 3 m indywidualnie         | 391,00 | złoto   |
| Mistrzostwa świata w pływaniu | 2019 | Gwangju            | trampolina 3 m synchronicznie kobiet | 342,00 | złoto   |
| Igrzyska azjatyckie           | 2010 | Kanton             | trampolina 3 m indywidualnie         | 359,90 | złoto   |
| Igrzyska azjatyckie           | 2010 | Kanton             | trampolina 3 m synchronicznie kobiet | 315,60 | srebro  |
| Igrzyska azjatyckie           | 2014 | Inczon             | trampolina 1 m indywidualnie         | 308,45 | złoto   |
| Igrzyska azjatyckie           | 2014 | Inczon             | trampolina 3 m synchronicznie kobiet | 318,60 | złoto   |
| Igrzyska azjatyckie           | 2018 | Dżakarta-Palembang | trampolina 3 m indywidualnie         | 389,40 | złoto   |
| Igrzyska azjatyckie           | 2018 | Dżakarta-Palembang | trampolina 3 m synchronicznie kobiet | 335,70 | złoto   |